# 장팅푸
장팅푸(중국어: 蔣廷黻, 병음: Jiǎng Tíngfú; 1895년 2월 17일 ~ 1965년 10월 9일)는 중화민국의 사학자이자 외교관으로, T.F. Tsiang이라는 이름으로 영어로 출판했다.

## 초기 생애 및 교육
장팅푸는 후난성 사오양시에서 태어났다. 10대 시절부터 서구적이고 주로 기독교적인 교육을 받았으며, 11세에 기독교로 개종했다. 선교 학교 교사의 권유로 미국 유학을 결심한 그는 1911년 미국으로 건너가 파크 아카데미, 오벌린 칼리지와 컬럼비아 대학교에서 수학했다. 그의 박사 학위 논문인 "노동과 제국: 주로 의회를 통해 대표된 영국 노동계의 1880년 이후 영국 제국주의에 대한 반응 연구"는 외교 관계와 국내 정치의 문제로 그를 이끌었고, 이는 중국으로 돌아온 후 그의 학문 활동의 구조를 형성했다. 박사 학위를 취득한 후 1923년 중국으로 돌아와 난카이 대학에서 자리를 잡은 후 칭화 대학에서 일했다.

## 학술 경력

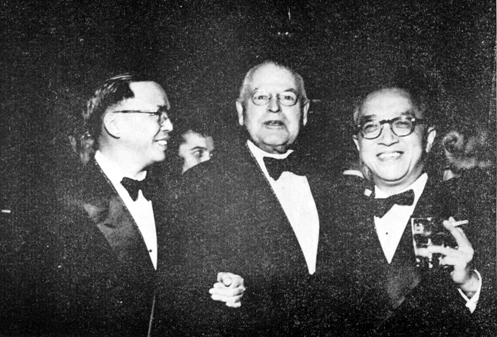
후스 (오른쪽)와 장팅푸 (왼쪽)

칭화 대학에서 장팅푸는 사학과장을 맡았으며, 중국 역사에 관한 여러 저작을 편집하고 출판했으며, 영문 저널인 Chinese Social and Political Science Review를 편집했다. 새로 공개된 청나라 기록 보관소와 외교 문헌을 활용하여 장팅푸는 중국이 외교적 승리를 거두려면 서구적 접근 방식을 채택해야 한다고 주장했다. 장팅푸는 제1차 아편 전쟁 (1839~42년) 이후 서구 열강에 의한 중국의 불평등한 대우가 전쟁 전 중국이 서구 열강을 불평등하게 대우한 결과라고 비난했다. 칭화 대학 재직 중 그는 청나라 역사 연구에서 존 K. 페어뱅크를 포함한 여러 역사가들을 지도했다.

## 외교 경력
제국 일본과의 관계가 점차 악화되자 장팅푸는 1935년 학계를 떠나 중국 국민당 정부에 합류하여 중일 전쟁 기간 동안 여러 직책을 수행했다. 1947년부터 1962년까지 장팅푸는 유엔 중화민국 상임 대표를 역임했다. 중국 본토에 중화인민공화국이 수립된 후, 장팅푸는 타이베이에 기반을 둔 중화민국이 유엔과 유엔 안전 보장 이사회에서 중국을 대표할 독점적인 권리를 옹호했다. 1955년 장팅푸는 유엔 안전 보장 이사회에서 거부권을 행사하여 몽골 인민 공화국의 유엔 가입에 반대하는 유일한 표를 던졌고, 이후 몽골은 유엔 회원국이 되지 못했다. 이는 중화민국이 거부권을 행사한 유일한 경우였다. 그는 또한 주미 중화민국 대사를 역임했다. 그는 1965년 10월 9일 뉴욕에서 69세의 나이로 암으로 사망했다.

## 정치 이론
1938년 장팅푸는 필요할 때 대중의 의지를 무시해야 하는 중앙 집중식 권위를 옹호했다. 그는 중국이 직면한 여러 위협을 고려할 때 빠르게 현대화해야 한다고 주장했다. 장팅푸에게 "현대 역사의 철칙"은 국가 영토를 보존하기 위해 현대화를 사용한 국가는 살아남았고, 그렇지 않은 국가는 소멸되었다는 것이었다. 그의 견해로는 자연 과학과 기계화된 농업이 현대화의 필수 요소였다. 그는 이러한 현대화 초점은 "좌익, 우익, 제국주의자, 반제국주의자, 남자, 여자, 백인, 황인, 노인, 젊은이" 모두에게 지지받았다고 썼다.
중일 전쟁 동안 장팅푸는 중국이 일본이 가지고 있던 것과 같은 "총력 방어 국가"를 개발해야 한다고 주장했다. 장팅푸는 그러한 헌신이 현재의 전쟁뿐만 아니라 역사적 시대의 필연적인 필요성으로 보았다. 국민당의 일반적인 견해와 일치하게, 장팅푸는 전쟁이 정치적 자유보다는 질서의 원칙에 기반한 국가를 만들기 위해 사용되어야 한다고 믿었다.
프랭클린 델라노 루스벨트 대통령의 뉴딜 정책하에 미국에서 시간을 보낸 후, 장팅푸의 정치적 자유와 현대화에 대한 견해는 변화했다.

## 선택된 저술
- Tingfu F. Tsiang, "Labor and Empire; a Study of the Reaction of British Labor, Mainly as Represented in Parliament to British Imperialism since 1880," Issued also as thesis (PH D) Columbia university Columbia university, 1923).
- "New Light on Chinese Diplomacy, 1836-49," The Journal of Modern History 3.4  (1931):  578–591.
- "The Extension of Equal Commercial Privileges to Other Nations Than the British after the Treaty of Nanking," The Chinese Social and Political Science Review 15.3  (1931):  422–44.
- "The Present Situation in China: A Critical Analysis," International Affairs (Royal Institute of International Affairs 1931–1939) 14.4  (1935):  496–513.
- "Chinese and European Expansion," Politica 2.5  (March 1936): 1–18.
- 'Zhongguo jindaishi dagang (Outline of Modern Chinese History) (Chongqing: Qingnian shudian, 1939; rpr. Beijing: Dongfang chubanshe, 1996).
- Jiang Tingfu Xuanji  蔣廷黻選集 (Selected works of Jiang Tingfu) (Taipei: Wenxing, 1965 4 vols. Reprinted)

## Citations
- Boorman, Howard, 편집. (1967). 〈Chiang T'ing-fu〉. 《Biographical Dictionary of Republican China Volume I》. New York: Columbia University Press. 354–358쪽. ISBN 9780231089555.
- T.F. Tsiang, (Crystal Lorch, ed.), Reminiscences of Ting-fu Fuller Tsiang: Oral History (New York: Columbia Center for Oral History, 1965.
- Charles Ronald Lilley, "Tsiang T'ing-Fu  between Two Worlds, 1895-1935," (Doctoral Thesis University of Maryland, College Park, 1979).
- Matray, James I., ed. East Asia and the United States: an encyclopedia of relations since 1784. (2 vol, Greenwood, 2002) 1:276–277.